# Dragica Đurić
Dragica Đurić, född den 26 mars 1963 i Šabac, Jugoslavien, är en jugoslavisk handbollsspelare.
Hon tog OS-guld i damernas turnering i samband med de olympiska handbollstävlingarna 1984 i Los Angeles.